# IC 4518-3
IC 4518-3 — галактика типу Sbc (компактна витягнута спіральна галактика) у сузір'ї Вовк.
Цей об'єкт міститься в оригінальній редакції індексного каталогу.